# Palazzo Sansedoni
Der Palazzo Sansedoni ist ein Gebäude im historischen Zentrum von Siena, am Piazza del Campo gelegen.

## Geschichte und Beschreibung

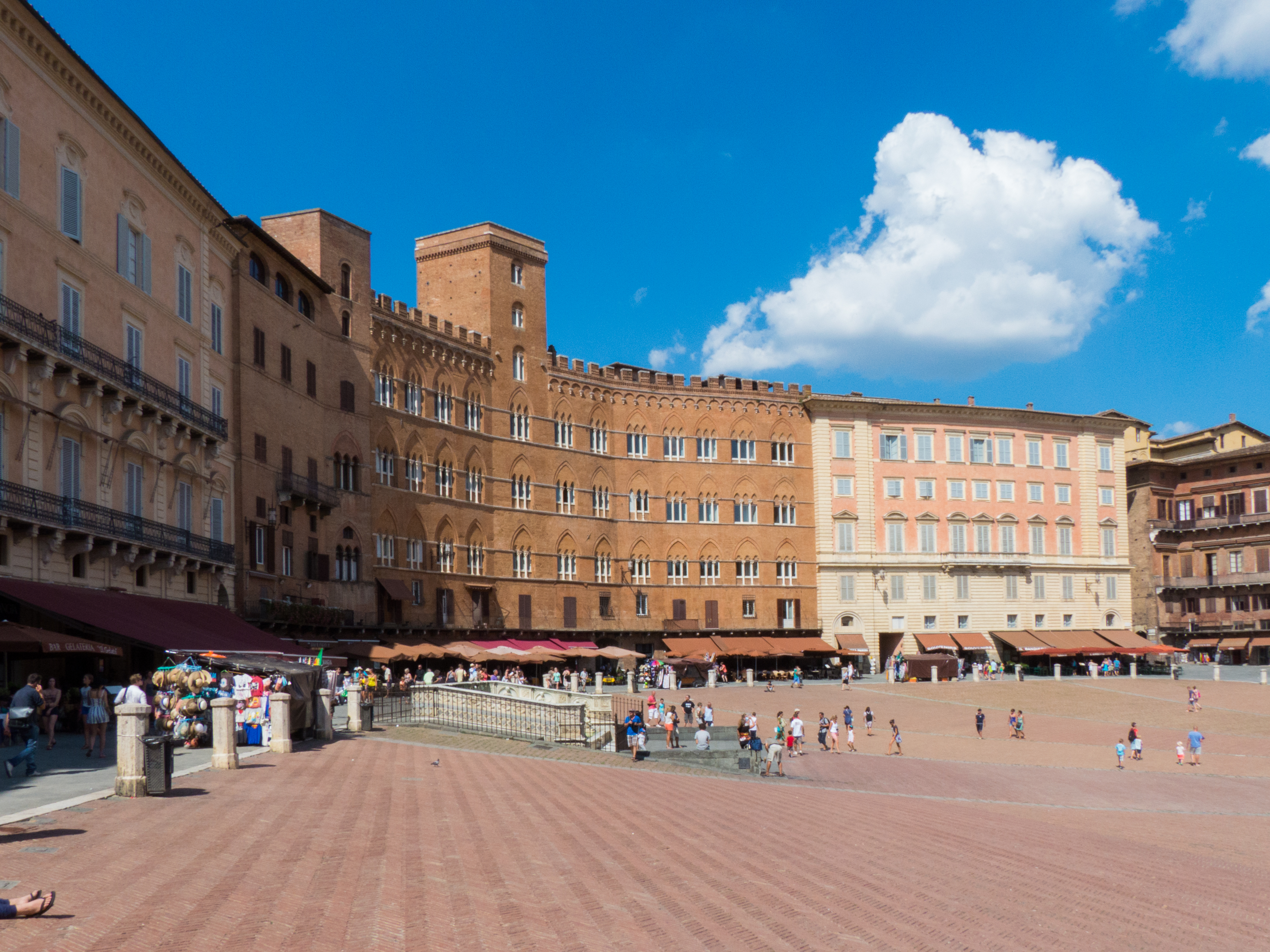
Palazzo Sansedoni an der Piazza del Campo

Das bemerkenswerteste private Gebäude an der Piazza wurde zu Beginn des 13. Jahrhunderts errichtet, wobei fast fünf Privathäuser zusammengelegt und einer der Zugänge zur Piazza geschlossen wurde. Im Jahr 1339 leitete Agostino di Giovanni die Renovierung und Erweiterung des Komplexes zur Banchi di Sotto. Die majestätische Backsteinfassade des Platzes geht auf eine Renovierung im gotischen Stil im 18. Jahrhundert durch den Architekten Ferdinando Ruggieri zurück.
An der geschwungenen Fassade, die der Krümmung des Platzes folgt, befinden sich drei Fensterreihen mit Triforen und wird von Zinnen und einen quadratischen Turm gekrönt. Der Turm wurde im Mittelalter verkleinert, da er nicht höher als der Torre del Mangia des gegenüberliegenden Palazzo Pubblico sein durfte.
Im Inneren befinden sich verschiedene Räume mit Dekorationen aus dem 18. Jahrhundert von Francesco und Giuseppe Melani und Giovanni Domenico Ferretti. Anton Domenico Gabbiani ist für die Dekoration der Decke in der Privatkapelle mit der Glorie des seligen Ambrogio Sansedoni (1701) verantwortlich.
Heute beherbergt das Gebäude die Fondazione Monte dei Paschi di Siena.